# Mallos (genre)
Pour les articles homonymes, voir Mallos.
Genre
Synonymes
- Dictynina Banks, 1904
- Coenothele Simon, 1909
- Dictynoides Chamberlin, 1919

Mallos est un genre d'araignées aranéomorphes de la famille des Dictynidae.

## Distribution
Les espèces de ce genre se rencontrent en Amérique.

## Description
Ce genre comprend Mallos gregalis, une espèce d'araignées vivant en groupe sur une toile commune.

## Liste des espèces
Selon World Spider Catalog (version 26, 12/07/2025) :
- Mallos blandus Chamberlin & Gertsch, 1958
- Mallos bryanti Gertsch, 1946
- Mallos chamberlini Bond & Opell, 1997
- Mallos dugesi (Becker, 1886)
- Mallos flavovittatus (Keyserling, 1881)
- Mallos gertschi Bond & Opell, 1997
- Mallos gregalis (Simon, 1909)
- Mallos hesperius (Chamberlin, 1916)
- Mallos kraussi Gertsch, 1946
- Mallos macrolirus Bond & Opell, 1997
- Mallos margaretae Gertsch, 1946
- Mallos mians (Chamberlin, 1919)
- Mallos nigrescens (Caporiacco, 1955)
- Mallos niveus O. Pickard-Cambridge, 1902
- Mallos pallidus (Banks, 1904)
- Mallos pearcei Chamberlin & Gertsch, 1958

## Systématique et taxinomie
Ce genre a été décrit par O. Pickard-Cambridge en 1902 dans les Dictynidae.
Dictynoides a été placé en synonymie par Gertsch et Davis en 1942.
Dictynina a été placé en synonymie par Gertsch en 1946.
Coenothele a été placé en synonymie par Chamberlin et Gertsch 1958.

## Publication originale
- O. Pickard-Cambridge, 1902 : « Arachnida. Araneida. » Biologia Centrali-Americana, Zoology, vol. 1, p. 305-316 (texte intégral).